# Guiné-Bissau
Guiné-Bissau (phiên âm Tiếng Việt: Ghi-nê Bít-sau), tên đầy đủ là Cộng hòa Guiné-Bissau (tiếng Bồ Đào Nha: República da Guiné-Bissau) là một quốc gia ở Tây Châu Phi và là một trong những nước nhỏ nhất trên lục địa này. Guiné-Bissau giáp Sénégal về phía bắc, Guinée về phía nam và đông. phía tây là Đại Tây Dương. Là một cựu thuộc địa của Bồ Đào Nha, xứ này nguyên có tên là Guiné thuộc Bồ Đào Nha nhưng sang thời kỳ độc lập quốc hiệu "Guiné" được ghép thêm "Bissau", tên của thủ đô để thành "Guiné-Bissau" nhằm phân biệt với nước Cộng hòa Guinée láng giềng.

## Lịch sử
Guiné-Bissau xưa thuộc vương quốc Kaabu, phụ thuộc Đế quốc Mali. Vương quốc Kaabu đến thế kỷ XVIII vẫn tồn tại tuy không trọn vẹn vì người Bồ Đào Nha đã chiếm cứ vùng duyên hải từ thế kỷ XV. Nạn buôn nô lệ phát khởi vào thế kỷ XVII, sau càng thịnh hành đến cuối thế kỷ XIX mới chấm dứt và khu vực Guiné-Bissau là nguồn đáng kể cung cấp nô lệ sang Tân Thế giới, nhất là sang Brasil.
Người Bồ Đào Nha duy trì nền thuộc địa đến thập niên 1950 thì phong trào kháng chiến vũ trang do "Đảng châu Phi vì Độc lập Guiné và Cabo Verde" (Partido Africano da Independência da Guiné e Cabo Verde PAIGC) phát động. Dưới sự lãnh đạo của Amílcar Cabral đảng này dần kiểm soát được phần lớn nước Guiné. Lực lượng du kích dựa vào địa thế rừng núi và nguồn viện trợ quân sự từ Cuba, Cộng hòa Nhân dân Trung Hoa, Liên Xô và một số quốc gia châu Phi khác dần chiếm được ưu thế. Năm 1973 đảng PAIGC tuyên bố độc lập. Liên Hợp Quốc liền công nhận chính phủ mới. Sang năm sau tại Bồ Đào Nha một chính phủ thiên tả thành lập sau cuộc đảo chính ở Lisboa cũng thừa nhận nền độc lập của Guiné-Bissau, chấm dứt 500 năm thuộc địa.
Tuy độc lập, liền sau đó Guiné-Bissau bước vào thời kỳ hỗn loạn. Thành phần ủng hộ Bồ Đào Nha trước kia bị sát hại. Điển hình là cuộc thảm sát tại Bissorã. Mồ chôn tập thể tại Cumerá, Portogole và Mansabá là chứng tích của thời kỳ thanh toán trả thù.
Khó khăn kinh tế cuối thập niên 1970 đưa đến cuộc đảo chính lật đổ Cabral. Tướng João Bernardo Vieira cũng thuộc đảng PAIGC nguyên là thủ tướng lên nắm quyền nhưng nhóm PAIGC trên đảo Cabo Verde không phục và đòi ly khai. Vieira ra lệnh hủy hiến pháp đương hành và lập Hội đồng Cách mệnh để điều hành chính phủ. Năm 1984 chính phủ phê chuẩn bản hiến pháp mới và giao quyền cho nhóm dân sự do Vieira chủ đạo. Mười năm sau Guiné-Bissau mở cuộc tổng tuyển cử đa đảng đầu tiên nhưng đến năm 1998 thì phe quân đội đảo chính, lật đổ chính phủ của Vieira, gây ra cuộc nội chiến Guiné-Bissau. Năm 2000, Kumba Ialá của đảng Cách tân Xã hội (Partido para a Renovaçao Social PRS) đắc cử tổng thống nhưng chỉ ba năm sau phe quân đội lại cướp chính quyền. Ialá bị bắt. Bầu cử quốc hội diễn ra năm 2004 hầu tái lập chính phủ dân sự nhưng xung đột nội bộ trong nhóm quân đội gây nhiều loạn lạc.
Tháng 6 năm 2005, Guiné-Bissau lại tổ chức tổng tuyển cử. Hai cựu tổng thống là đảng PRS và Vieira đảng PAIGC đều ra tranh cử với Vieira đắc cử, lập chính phủ dân sự thứ ba của Guiné-Bissau.
Ngày 2 tháng 3 năm 2009, Vieira bị lính phản loạn giết chết. Cuộc ám sát này có liên hệ đến vụ nổ bom giết tướng Tagme Na Waie và phe quân đội đã giết Vieira để trả thù.

## Chính trị
Thông tin cơ bản về chính trị:
Chính thể Cộng hòa Tổng thống.
Khu vực hành chính 9 vùng.

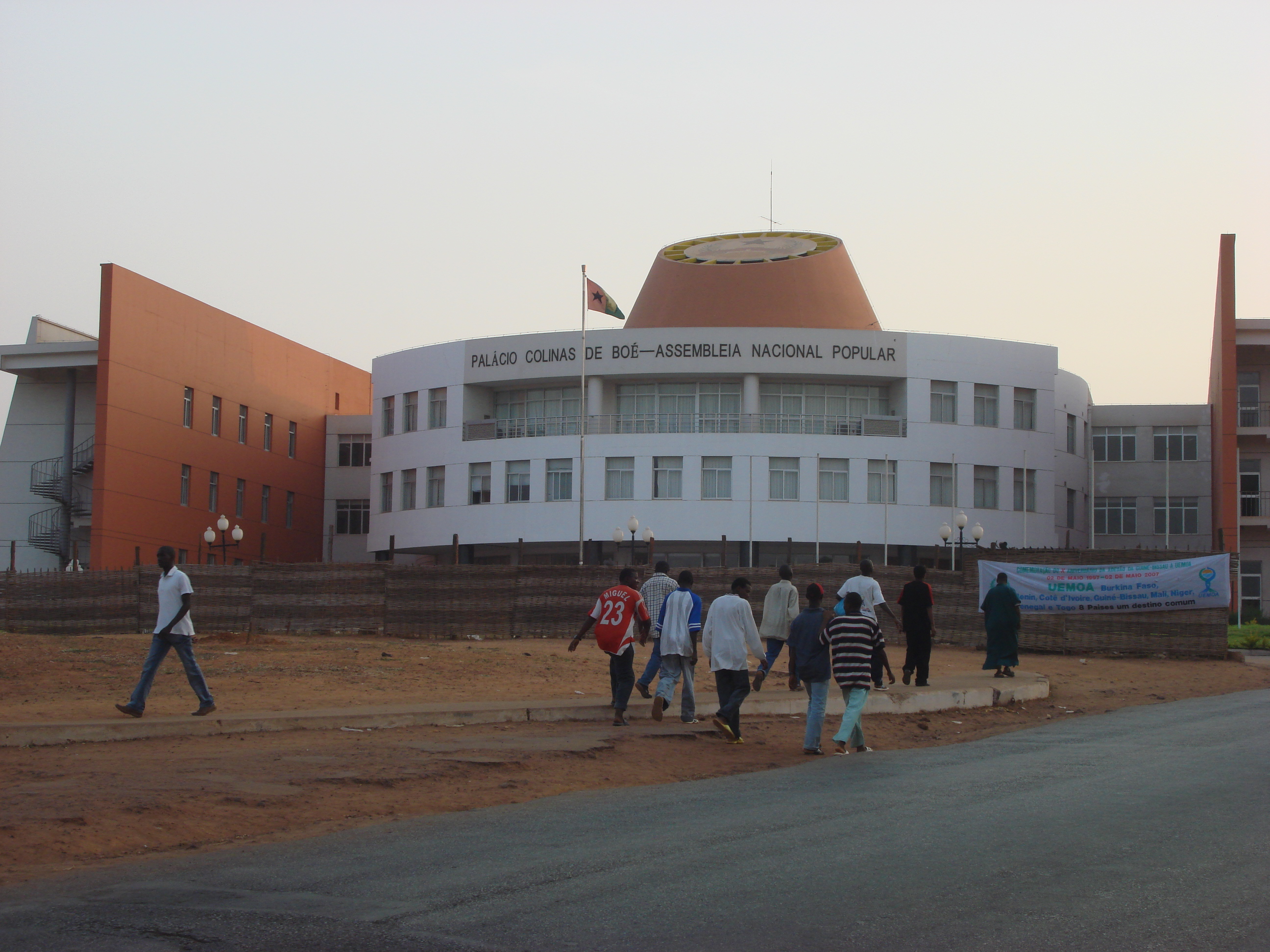
Tòa nhà Quốc hội Guiné-Bissau.

Hiến pháp Thông qua ngày 16 tháng 5 năm 1984, được sửa đổi năm 1991, 1993 và 1996. Hiến pháp mới có hiệu 1ực từ ngày 7 tháng 7 năm 1999.
Cơ quan hành pháp Đứng đầu nhà nước là Tổng thống. Đứng đầu chính phủ là Thủ tướng. Tổng thống được bầu theo phổ thông đầu phiếu, nhiệm kì 5 năm; Thủ tướng do Tổng thống bổ nhiệm sau khi tham khảo ý kiến những lãnh đạo các đảng phái trong cơ quan lập pháp.
Cơ quan lập pháp là Quốc hội (Đại hội đại biểu nhân dân) gồm 100 thành viên, được bầu theo phổ thông đầu phiếu, nhiệm kì 4 năm.
Cơ quan tư pháp Tòa án Tối cao; Tòa Thượng thẩm hình sự và dân sự; các Tòa án vùng.
Ngày 16 tháng 11 năm 2008, dưới sự tài trợ của quốc tế (chủ yếu là EU), Guiné-Bissau đã tiến hành cuộc bầu cử quốc hội. Cuộc bầu cử đã diễn ra hoà bình và công bằng, Đảng cầm quyền PAIGC thắng cử, với 67/100 ghế tại quốc hội, tăng thêm 22 ghế.
Ngày 2 tháng 3 năm 2009, Tổng thống Vieira và Tổng Tư lệnh quân đội Na Wai bị ám sát, Chủ tịch Quốc hội Guiné-Bissau nhậm chức quyền Tổng thống.
Tháng 7 năm 2009, Guiné-Bissau tổ chức bầu cử tổng thống với thắng lợi thuộc về cựu Tổng thống Malam Bacai Sanha thuộc Đảng cầm quyền Người Phi vì Độc lập của Guiné-Bissau và Cápve (PAIGC) với 63% số phiếu ủng hộ. 
Các Đảng chính:
+ Đảng người Phi vì Độc lập của Guiné-Bissau và Cápve (PAIGC – Đảng cầm quyền)
+ Đảng cải cách xã hội (PRS)

## Hành chính
Guiné-Bissau được chia thành tám phân bộ (regiões). Dưới phân bộ là 37 khu (sector). Riêng vùng thủ đô Bissau là một khu tự trị (sector autónomo) riêng, ngang hàng với phân bộ.

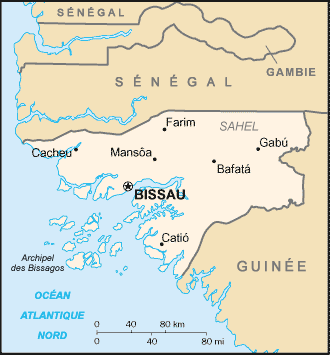
Bản đồ Guiné-Bissau

Tám phân bộ là:
- Bafatá
- Biombo
- Bolama
- Gabú
- Oio
- Quinara
- Tombali
- Cacheu

## Địa lý và khí hậu
Guiné-Bissau nằm ở khu vực Tây Phi, bên bờ Đại Tây Dương, Bắc giáp Sénégal, Nam và Tây giáp Guinée. Lãnh thổ gồm các vùng đầm lầy thấp ven biển, vùng rừng nhiệt đới, các khu rừng sú vẹt ở vùng duyên hải, 25 đảo nhỏ. Quần đảo Bijagós trải rộng trên khoảng 48 km2. Một phần ba đất nước gồm những cánh đồng lầy, trái ngược với các cao nguyên ở phía đông cao tới 3.000 m. Khí hậu nhiệt đới ẩm tạo điều kiện phát triền các khu rừng và đồng cỏ.
Với diện tích 36.120 km², Guiné-Bissau là một quốc gia nhỏ miền nhiệt đới. Địa thế nước này tương đối thấp, điểm cao nhất chỉ có 300 m. Nội địa Guiné-Bissau là vùng sinh thái savanna gồm rừng thưa xen lẫn cỏ cao. Vùng duyên hải thì lầy lội. Ngoài khơi là quần đảo Bijagos.
Khí hậu Guiné-Bissau nóng quanh năm và nhiệt độ không thay đổi mấy, trung bình khoảng 26,3 °C. Tuy vậy ở đây có hai mùa rõ rệt: mùa mưa khi gió ngoài biển thổi vào từ Tháng Sáu đến Tháng Mười và mùa khô khi gió từ lục địa và sa mạc Sahara thổi ra từ Tháng Mười một đến Tháng Ba, còn gọi là gió harmattan.

## Kinh tế
Kinh tế Guiné-Bissau chủ yếu là kinh tế nông nghiệp. Hai hàng xuất cảng chính là cá và hột điều nhưng nền kinh tế Guiné-Bissau đã gặp nghiều khó khăn kể từ cuộc chiến giành độc lập năm 1974. Tiếp theo sau đó là cuộc nội chiến 1998-99 gây nhiều thiệt hại đến hạ tầng cơ sở. Năm 2003 kinh tế Guiné-Bissau lại thêm gián đoạn bởi cuộc đảo chính, làm tổn thương đến mức sống người dân. Hai đợt tuyển cử quốc hội và tổng thống đã đem lại ít nhiều ổn định dầu mong manh để hồi phục kinh tế đất nước.
Tính theo chỉ số quốc tế thì Guiné-Bissau là một trong những nước nghèo nhất thế giới với 2/3 dân chúng sống dưới ngạch bần cùng. Thời kỳ bất ổn chính trị đã làm kinh tế suy thoái, xã hội suy đồi, và mậu dịch mất quân bình.
Năm 2007 tổng trưởng Nha Ma túy và Tội ác của Liên Hợp Quốc, Antonio Maria Costa cảnh giác cơ nguy Guiné-Bissau có thể biến thành một "quốc gia ma túy" (narco-state) sau mấy đợt chặn bắt được lượng thuốc ma túy đáng kể ở đây.
Kinh tế hiện nay chủ yếu dựa vào trồng cây lương thực (lúa, ngô, một số sản phẩm xuất khẩu (lạc, hạt điều, chà là và gỗ) và đánh bắt cá biển. Khai thác lâm nghiệp còn yếu kém.
Tiềm năng tài nguyên gồm dầu mỏ ngoài khơi, bauxit, phosphat và du dịch quần đảo Bijagós. Guiné-Bissau thuộc nhóm các nước kém phát triển. Từ năm 1986, chính phủ áp dụng chương trình tái thiết của Quỹ Tiền tệ Quốc tế (IMF).
Kinh tế Guiné-Bissau chủ yếu phụ thuộc vào nông nghiệp và đánh bắt cá. Đây cũng là quốc gia sản xuất điều thô lớn thứ ba châu Phi và thứ sáu trên thế giới với sản lượng 120.000 tấn, mang lại 60% nguồn thu ngoại tệ mỗi năm, tương đương 60 triệu USD. Bờ biển nước này có rất nhiều cá, thu hút những tàu đánh bắt cá của EU với sản lượng khai thác mỗi năm là 500.000 tấn. Đổi lại, hàng năm EU phải trả cho Guiné-Bissau 7,5 triệu euro. Gạo là thức ăn cơ bản của người dân và lúa là cây lương thực chính của đất nước.
Guiné-Bissau còn có nhiều tài nguyên thiên nhiên như bô xít, gỗ, dầu lửa, phosphat... Tiềm năng lâm nghiệp của Guiné-Bissau rất lớn nhưng rừng mới chỉ được khai thác một cách không chính thức. Mặc dù có nhiều thế mạnh song Guiné-Bissau vẫn là nước nghèo thứ ba thế giới và phải dựa nhiều vào viện trợ quốc tế. Hiện nay, thu nhập của nước này chủ yếu dựa vào xuất khẩu nông sản (điều, lạc, dầu dừa), hải sản và lâm sản (gỗ).
Guiné-Bissau là nước sớm thực hiện cải cách kinh tế bằng kế hoạch 3 năm (1983-1985) về chuyển nền kinh tế tập trung sang kinh tế thị trường. Năm 1986, Đại hội 4 của Đảng cầm quyền đã ra nghị quyết về đẩy nhanh quá trình cải cách kinh tế, chuyển mạnh quá trình tư nhân hoá, kể cả về ngoại thương (từ chỗ chỉ có 2 công ty của nhà nước độc quyền ngoại thương đã tư nhân hoá toàn bộ ngành ngoại thương). Chính phủ đã thông qua những biện pháp mạnh mẽ nhằm phá giá đồng pê-xô, tăng giá cho những người sản xuất nông nghiệp và tiến hành tự do thương mại. Hiện nay, Nhà nước chỉ quản lý về mặt luật pháp và thuế. Các công ty tư nhân được tự do trong mọi hoạt động kinh doanh. 
Về ngoại thương, tổng giá trị xuất khẩu của Guiné-Bissau năm 2009 đạt khoảng 250 triệu USD bao gồm hạt điều thô (90%), cá, hải sản, lạc, gỗ. Bạn hàng chủ yếu là Ấn Độ, Nigeria, Việt Nam, Hàn Quốc.
Guiné-Bissau nhập khẩu khoảng 300 triệu USD gồm các mặt hàng thực phẩm, thiết bị máy móc và vận tải, sản phẩm dầu lửa. Bạn hàng chính là Bồ Đào Nha, Sénégal, Pháp, Pakistan.
Năm 2009, GDP của nước này đạt 826 triệu USD, GDP bình quân đầu người đạt 512 USD, tỷ lệ tăng trưởng GDP 3,5%. Năm 2010, tăng trưởng GDP ước đạt 3,5%, tỷ lệ lạm phát tăng 2,5% do giá lương thực và dầu lửa tăng.
Trong cơ cấu kinh tế, nông nghiệp chiếm 57,2% GDP, công nghiệp 14,7% và dịch vụ 21%. Guiné-Bissau thực hiện chính sách đối ngoại không liên kết, có thái độ tích cực trong các vấn đề khu vực Nam châu Phi, tích cực ủng hộ cuộc đấu tranh của nhân dân Palestine, Xarauy. Guiné-Bissau là thành viên Liên Hợp Quốc, Phong trào không liên kết, Cộng đồng Pháp ngữ, AU, ECOWAS, WTO, FAO, G-77, Interpol, UNCTAD, UNESCO, WHO…
Trong quan hệ với cộng đồng tài chính quốc tế, riêng năm 2008, Guiné-Bissau nhận được 131,6 triệu USD từ các tổ chức như IMF, WB, Ngân hàng Phát triển châu Phi, EU... nhằm thực hiện chương trình phát triển, cải cách hành chính, xóa đói giảm nghèo, thúc đẩy sản xuất nông nghiệp, nông thôn.

## Dân cư
| Tôn giáo tại Guiné-Bissau (2010) | Tôn giáo tại Guiné-Bissau (2010) | Tôn giáo tại Guiné-Bissau (2010) | Tôn giáo tại Guiné-Bissau (2010) | Tôn giáo tại Guiné-Bissau (2010) |
| -------------------------------- | -------------------------------- | -------------------------------- | -------------------------------- | -------------------------------- |
| Tôn giáo                         | Tôn giáo                         |                                  | Tỷ lệ                            | Tỷ lệ                            |
| Hồi giáo                         | Hồi giáo                         |                                  | 40%                              | 40%                              |
| Tín ngưỡng                       | Tín ngưỡng                       |                                  | 30.8%                            | 30.8%                            |
| Cơ đốc giáo                      | Cơ đốc giáo                      |                                  | 22.1%                            | 22.1%                            |

Dân chúng Guiné-Bissau thuộc nhiều chủng tộc, nói nhiều ngôn ngữ và tổ chức xã hội một khác nhau. Ba chủng tộc chính là 1) nhóm Fula và ngữ tộc Mandinka miền bắc và đông-bắc; 2) nhóm Balanta và Papel miền duyên hải phía nam; và 3) nhóm Manjaco-Mancanha miền duyên hải phía bắc. Số 1% còn lại là người Cabo Verde và người mestiços tức người da đen lai Bồ Đào Nha. Một số Hoa kiều gốc Áo Môn cũng cư ngụ tại đây.
Về phần người Bồ Đào Nha, số còn lại không nhiều sau thời kỳ độc lập vì đa số đã hồi hương.
Người gốc Phi chiếm 99% (bao gồm Balanta 30%, Fula 20%, Manjaca 14%, Mandinga 13%, Papel 7%, châu Âu và da trắng lai da đen ít hơn 1%.
Tuy ngôn ngữ chính thức của Guiné-Bissau là tiếng Bồ Đào Nha, chỉ có 14% dân chúng nói được sinh ngữ này. 44% nói tiếng Kriol, một ngôn ngữ Creole dựa trên tiếng Bồ Đào Nha. Số còn lại nói tiếng các thứ tiếng Phi Châu.
Tiếng Pháp được dạy ở trường vì các nước xung quanh Guiné-Bissau đều dùng tiếng Pháp. Vì hoàn cảnh địa lý đó, Guiné-Bissau là thành viên của Cộng đồng Pháp ngữ (Organisation internationale de la Francophonie).
Dân Guiné-Bissau phần lớn theo tín ngưỡng bản địa chiếm 50% dân số; 45% theo đạo Hồi, đông nhất là nhóm Fula-Maninka. Dưới 8% theo Kitô giáo trong đó đại đa số thuộc Công giáo La Mã.
Giáo dục là bắt buộc từ 7 đến 13 tuổi.  Có năm cấp học: mầm non, giáo dục cơ bản và bổ túc, giáo dục trung học phổ thông và bổ túc, giáo dục trung học phổ thông, giảng dạy kỹ thuật và giáo dục đại học. Giáo dục cơ bản đang được cải cách và hiện đang hình thành một chu kỳ duy nhất, bao gồm 6 năm. Giáo dục trung học phổ biến rộng rãi và có hai chu kỳ (lớp 7-9 và lớp 10-11). Giáo dục chuyên nghiệp trong các cơ sở công là không hoạt động, tuy nhiên, các dịch vụ trường tư đã mở ra, bao gồm Centro de Formação São João Bosco (từ năm 2004) và Centro de Formação Luís Inácio Lula da Silva (từ năm 2011). Giáo dục đại học bị hạn chế và hầu hết sinh viên học đại học ở nước ngoài, phổ biến là Bồ Đào Nha. Năm 2011, tỷ lệ biết chữ được ước tính là 55,3% (68,9% nam và 42,1% nữ).

## Văn hóa
Đặc điểm văn hóa Guiné-Bissau là âm nhạc "gumbe" (tương tự như nhạc miền Caribe). Đây là một tập hợp của nhiều truyền thống dân nhạc Guiné-Bissau thường gắn bó với phong trào quốc gia từ thời chống thực dân.

### Chế độ mẫu hệ
Trên quần đảo Bolama cư dân ở đó duy trì một trật tự xã hội theo chế độ mẫu hệ và gần như là mẫu quyền. Theo đó thì người đàn bà "cưới" chồng và người đàn ông không được từ chối lời cầu hôn. Tập tục này đến nay đã phai nhạt ít nhiều vì phong trào toàn cầu hóa và ảnh hưởng chế độ phụ hệ của Kitô giáo.